# سباستین رایسنباخ
سباستین رایسنباخ (انگلیسی: Sébastien Reichenbach؛ زادهٔ ۲۸ مهٔ ۱۹۸۹) دوچرخه‌سوار اهل سوئیس است.
از باشگاه‌هایی که در آن بازی کرده‌است می‌توان به تیم دوچرخه‌سواری اف‌دی‌جی و آی‌ای‌ام سایکلینگ اشاره کرد.